# Supercoppa UEFA 1993
La Supercoppa UEFA 1993 è stata la diciottesima edizione della Supercoppa UEFA.
Si è svolta il 12 gennaio e 2 febbraio 1994 in gara di andata e ritorno tra la squadra finalista della UEFA Champions League 1992-1993, ovvero gli italiani del Milan, e la squadra vincitrice della Coppa delle Coppe 1992-1993, ossia gli italiani del Parma. Il Milan prese parte alla competizione al posto dell'Olympique Marsiglia, vincitore della Champions League 1992-1993 ma squalificato per via dell'affaire VA-OM. La finale diventa così la seconda tra club italiani, dopo l'edizione 1990.
A conquistare il titolo è stato il Parma che ha perso la gara di andata a Parma per 1-0 e ha vinto la gara di ritorno a Milano per 2-0 dopo i tempi supplementari.

## Partecipanti
| Squadre | Qualificazione                                           | Partecipazioni precedenti (il grassetto indica la vittoria) |
| ------- | -------------------------------------------------------- | ----------------------------------------------------------- |
| Milan   | Finalista perdente della UEFA Champions League 1992-1993 | 3 (1973, 1989, 1990)                                        |
| Parma   | Vincitrice della Coppa delle Coppe 1992-1993             | Nessuna                                                     |

## Tabellini

### Andata
| Arbitro: | Manuel Díaz Vega |

|  |           |           |
|  | Marcatori | 43’ Papin |

| Parma | Milan |

| Parma (3-5-2)   |    |                     |     |     |
|                 |    |                     |     |     |
| P               | 1  | Marco Ballotta      |     |     |
| TOD             | 2  | David Balleri       |     |     |
| TOS             | 3  | Antonio Benarrivo   |     | 77’ |
| LIB             | 4  | Lorenzo Minotti (c) |     |     |
| DC              | 5  | Luigi Apolloni      | 61’ |     |
| DC              | 6  | Néstor Sensini      |     |     |
| CC              | 7  | Tomas Brolin        |     |     |
| CC              | 8  | Gabriele Pin        |     |     |
| CC              | 9  | Massimo Crippa      |     |     |
| ATT             | 10 | Gianfranco Zola     |     |     |
| ATT             | 11 | Faustino Asprilla   |     |     |
| A disposizione: |    |                     |     |     |
| P               | 12 | Luca Bucci          |     |     |
| D               | 13 | Salvatore Matrecano |     |     |
| D               | 14 | Roberto Maltagliati |     |     |
| D               | 15 | Alberto Di Chiara   |     | 77’ |
| C               | 16 | Daniele Zoratto     |     |     |
| Allenatore:     |    |                     |     |     |
| Nevio Scala     |    |                     |     |     |

| Milan (4-4-2)   |    |                       |     |     |
|                 |    |                       |     |     |
| P               | 1  | Sebastiano Rossi      |     |     |
| TD              | 2  | Mauro Tassotti        |     |     |
| TS              | 3  | Paolo Maldini         |     |     |
| CC              | 4  | Demetrio Albertini    |     | 70’ |
| DC              | 5  | Alessandro Costacurta |     |     |
| DC              | 6  | Franco Baresi (c)     |     |     |
| CLD             | 7  | Stefano Eranio        | 19’ |     |
| CC              | 8  | Marcel Desailly       | 76’ |     |
| ATT             | 9  | Jean-Pierre Papin     |     |     |
| ATT             | 10 | Dejan Savićević       |     | 87’ |
| CLS             | 11 | Roberto Donadoni      |     |     |
| A disposizione: |    |                       |     |     |
| P               | 12 | Mario Ielpo           |     |     |
| D               | 13 | Christian Panucci     |     | 87’ |
| D               | 14 | Filippo Galli         |     |     |
| C               | 15 | Angelo Carbone        |     |     |
| A               | 16 | Daniele Massaro       |     | 70’ |
| Allenatore:     |    |                       |     |     |
| Fabio Capello   |    |                       |     |     |

### Ritorno
| Arbitro: | Kurt Röthlisberger |

|  |           |                        |
|  | Marcatori | 67’ Sensini 95’ Crippa |

| Milan | Parma |

| Milan (4-4-2)   |    |                       |             |     |
|                 |    |                       |             |     |
| P               | 1  | Sebastiano Rossi      |             |     |
| TD              | 2  | Christian Panucci     | Ammonizione |     |
| TS              | 3  | Paolo Maldini         |             |     |
| CC              | 4  | Demetrio Albertini    |             | 64’ |
| DC              | 5  | Alessandro Costacurta |             |     |
| DC              | 6  | Franco Baresi (c)     |             |     |
| CLD             | 7  | Brian Laudrup         |             | 76’ |
| CC              | 8  | Marcel Desailly       |             |     |
| ATT             | 9  | Jean-Pierre Papin     |             |     |
| CLS             | 10 | Roberto Donadoni      |             |     |
| ATT             | 11 | Daniele Massaro       |             |     |
| A disposizione: |    |                       |             |     |
| P               | 12 | Mario Ielpo           |             |     |
| D               | 13 | Mauro Tassotti        |             |     |
| D               | 14 | Filippo Galli         |             |     |
| A               | 15 | Gianluigi Lentini     |             | 64’ |
| C               | 16 | Angelo Carbone        |             | 76’ |
| Allenatore:     |    |                       |             |     |
| Fabio Capello   |    |                       |             |     |

| Parma (3-5-2)   |    |                     |             |      |
|                 |    |                     |             |      |
| P               | 1  | Marco Ballotta      |             |      |
| TOD             | 2  | Antonio Benarrivo   | Ammonizione |      |
| TOS             | 3  | Alberto Di Chiara   | Ammonizione |      |
| LIB             | 4  | Lorenzo Minotti (c) | Ammonizione |      |
| DC              | 5  | Salvatore Matrecano |             |      |
| DC              | 6  | Néstor Sensini      |             |      |
| CC              | 7  | Tomas Brolin        |             |      |
| CC              | 8  | Gabriele Pin        |             |      |
| CC              | 9  | Massimo Crippa      |             |      |
| ATT             | 10 | Gianfranco Zola     |             | 104’ |
| ATT             | 11 | Faustino Asprilla   |             |      |
| A disposizione: |    |                     |             |      |
| P               | 12 | Luca Bucci          |             |      |
| D               | 13 | Roberto Maltagliati |             |      |
| D               | 14 | David Balleri       |             |      |
| C               | 15 | Daniele Zoratto     |             | 104’ |
| A               | 16 | Alessandro Melli    |             |      |
| Allenatore:     |    |                     |             |      |
| Nevio Scala     |    |                     |             |      |